# ウィリアム・ダマー
ウィリアム・ダマー（英: William Dummer、1677年10月10日 - 1761年10月10日）は、植民地時代アメリカ合衆国のマサチューセッツ湾直轄植民地の政治家である。1716年から1730年までの14年間植民地の副総督を務め、その間に1723年から1728年までの長期にわたって総督代行も務めた。ダマーの戦争またはラル神父戦争と呼ばれることもあるインディアンとの戦争で植民地を率いたその役割で記憶されている。この戦争は北アメリカ北東部のイギリス領植民地と、現在のニューハンプシャー州、メイン州、ニューブランズウィック州、ノバスコシア州にいたインディアンの緩い同盟との間で戦われた。
ダマーはマサチューセッツの裕福な商人の家に生まれ、若い時にイングランドに旅して事業経営に参加した。1712年にマサチューセッツに戻ると、植民地の政界に入り、弟のジェレマイア・ダマーの働きを通じてイギリス王室から副知事に任命された。総督のサミュエル・シュートが多くの事項について議会と衝突した多難な時代にこの職を務めた。シュートは1722年末に全く突然植民地を離れたが、それは北ニューイングランドのインディアンとの戦争真っ只中だった。
この戦争はダマーによって幾分都合の良い結末がもたらされた。ダマーはアベナキ族との条約を交渉し、それが後の条約に受け継がれる基本になった。1728年、シュートはウィリアム・バーネットに交代させられたが、バーネットがその地位にあった1年半は、その給与に関する辛辣な闘争で消費された。バーネットは在任のまま死亡し、1730年にジョナサン・ベルチャーが後任になった。ベルチャーはウィリアム・テイラーを副総督に選んだ。
その後ダマーは辞職し、バイフィールドにある自分の農場とボストンの自宅の双方で過ごした。教育の推進者であり、マサチューセッツのプレパラトリー・スクール設立のための資金を遺贈し、そのためにバイフィールドの敷地を寄付した。その後長くダミー・アカデミーあるいはダマー総督アカデミーと呼ばれていたが、現在は総督のアカデミー（ガバナーズ・アカデミー）と呼ばれている。

## 初期の経歴
ウィリアム・ダマーはマサチューセッツ湾直轄植民地の首都ボストンで生まれた。父はジェレマイア・ダマーであり、アメリカ生まれでは初の銀細工職人だった。母はアンナ（旧姓アットウォーター）だった。祖父のリチャード・ダマーはマサチューセッツ初期の開拓者、かつ植民地でも裕福な者であり、判事サミュエル・スウォールの親せきでもあった。ダマーは9人兄弟の中で最初の子であり、その中では4人のみが成人した。1677年9月29日（ユリウス暦、グレゴリオ暦では10月10日）に、ボストンのオールド・サウス教会で洗礼を受けた。
ダマーの青年時代についてはほとんど知られていない。一家には富があったので恐らくはボストン・ラテン・スクールで学んだが、ハーバード大学には進まなかった。弟のジェレマイアはハーバードで学び、その後ヨーロッパに行ってライデン大学やユトレヒト大学で学んだ。

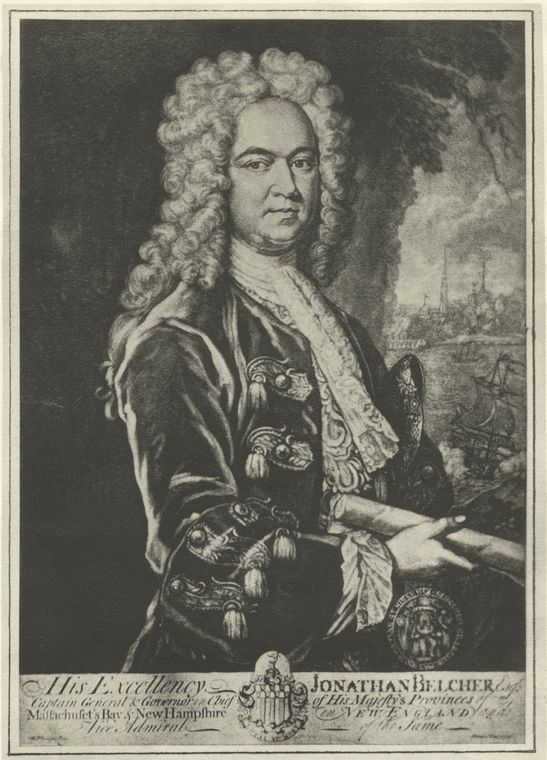
ジョナサン・ベルチャー

1702年、ダマーはボストンのエンシャント・アンド・オナラブル砲兵中隊の一員に選ばれた。1700年代初期と考えられる時期にイングランドに行って、一家の拡大した商売に加わった。マサチューセッツには1712年に戻って来た。イングランドにいる間にダマー家の従妹と結婚したとされているが、その妻の死でマサチューセッツへの帰還が早くなった可能性がある。この結婚から子供は生まれなかった。その後の1714年4月26日、マサチューセッツ総督ジョセフ・ダドリーの娘キャサリン・ダドリーと再婚した。ダマーの父は息子の結婚を予測した贈り物として、1712年11月にニューベリーのバイフィールドにあるかなり大きな土地を与えた。この土地は夫婦の田舎の家になった。ダマーはニューベリーの農場とボストンの自宅を行き来して過ごした。
1714年にイギリス女王アンが死亡し、その治世に発行していた命令が失効することになった。このことでダドリーの支持者達と、植民地通貨の多量発行を扱うよう考えられた土地銀行提案者達の間で、マサチューセッツの指導者への指名を巡って政治的な混乱が起こった。ダマーの弟ジェレマイアはロンドンにあって。ダドリーの派を代表していた。ジェレマイアはダドリーの再指名を確保できなかったが、彼とジョナサン・ベルチャーが土地銀行派によって選ばれた後継者エリジアズ・バージェスを買収して、その任務を諦めさせることができた。1716年6月、最終的に総督の任務は土地銀行の反対者サミュエル・シュートに決まり、ダマーが副総督になった。シュートはその後の10月に植民地に到着し、その時点でダマーと共に任務に就いた。

## 副総督
シュート総督の波乱に満ちた任期におけるダマーの役割はあまり文書に残っていない。シュートは植民地議会との関係がうまく行かなかった。議会は英王室が任命した役人に通常の給与を払おうとせず、またシュートが実行を指示したその他の政策に反対した。1720年、これらの紛争が続く間に、議会は副総督の給与を50ポンドから35ポンドに減らした。ダマーは手持ちの資金を返還し、任務のために懐から出て行く金が50ポンドを超えるとしても、それを傍観していた。
議会は、反抗的なアベナキ族インディアンとのシュートの交渉も複雑なものにした。アベナキ族は植民地の東側（現在のメイン州）を占有し、その土地に開拓者が入ってくることに反対していた。フランスやアベナキ族の側に論争の和平解決の望みがあったとしても、マサチューセッツ議会はシュートの反対を越えて強硬路線を維持し、アベナキ族との交易を止め、アベナキ族の町の1つであるノリッジウォックへの民兵隊遠征を承認した。アベナキ族と関係が悪化して1722年には戦争状態となり、その年7月にシュートが宣戦布告した。シュートは議会との軋轢が続いていたために、1723年1月1日に突然植民地を離れてロンドンに戻ったので、ダマーが総督兼総司令官を代行することになった。紛争の始末はダマーに任され、それ以後はダマーの戦争と呼ばれるようになった。

### フロンティア西部の戦争
ダマーの総督代行としての任期は、歴史家のジョン・レイグルが「見栄えはしないが有能」と評していた。1723年の前半、現在の	ニューヨーク州アップステートにいたイロコイ族をアベナキ族に対抗する同盟者として組むことに注力し、現在のバーモント州を本拠にしていた西部アベナキ族のバンドを紛争に巻き込まないようにしていた。このどちらの試みも失敗した。イロコイ族はかなりの金で釣ったが、ヌーベルフランスと同盟していると見られる部族に対して、武器を取ることを拒んだ。彼らに特に利点もない紛争に巻き込まれることを避けた可能性もある。西部アベナキ族の指導者グレイ・ロックに送った使者は彼を見つけられなかった。

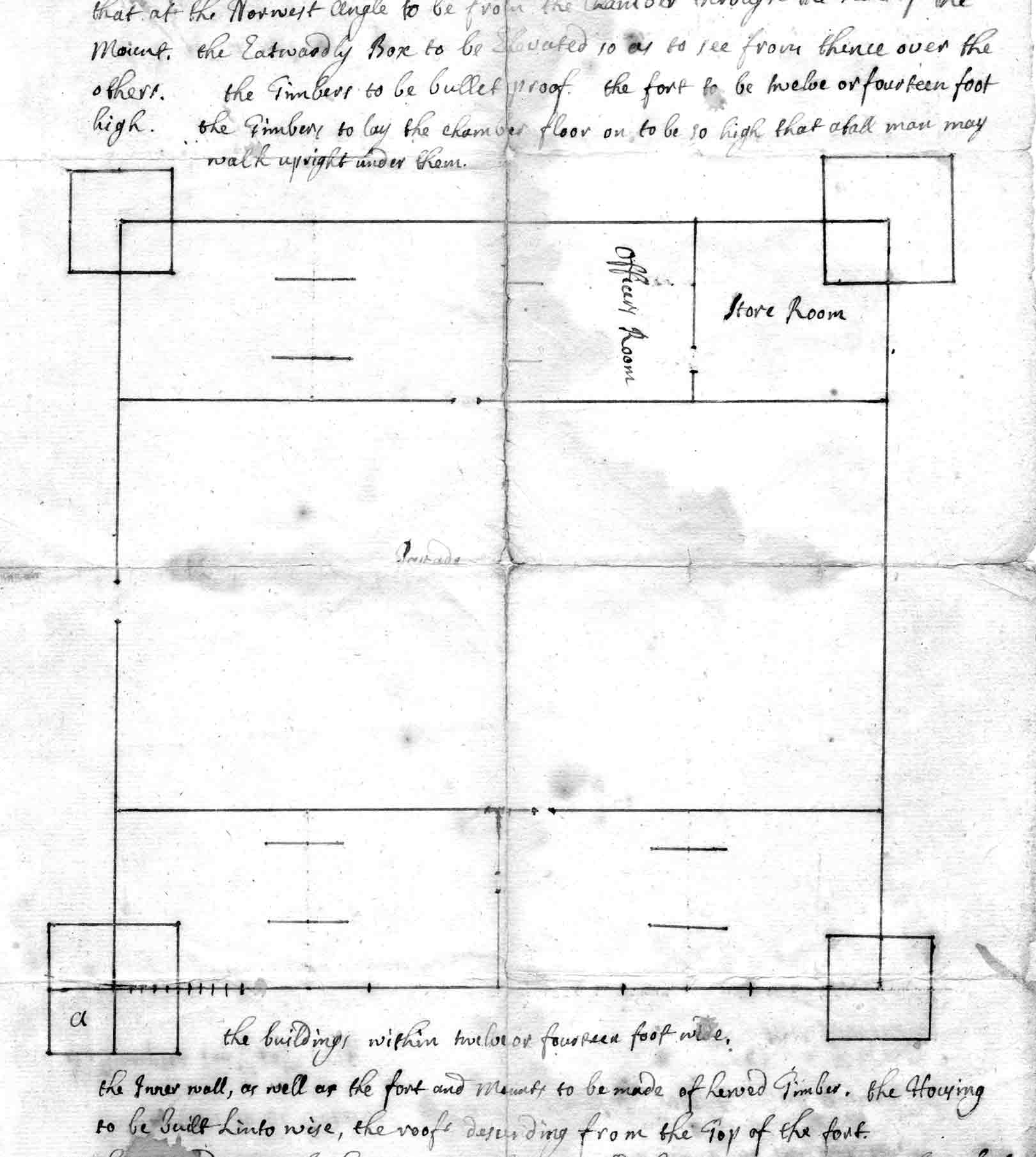
ダマー砦の平面図、トマス・ストッダード大尉の1724年の手紙から

1723年8月、グレイ・ロックがコネチカット川バレーにあるマサチューセッツ・フロンティアの町に対する襲撃を始め、捕虜を取り、ノースフィールドでは損失も与えた。ダマーはコネチカット植民地の指導者たちに訴えて、12月にそこに民兵中隊を駐屯させたが、あまり効果はなかった。ダマーはノースフィールドの北に砦を建設することも認めた。その土地はマサチューセッツが境界紛争の代償としてコネチカットに与えたいわゆる「相当土地」にあり、数年前にコネチカットであった競売でダマーが獲得したものだった。防御柵を施した砦は現在のバーモント州ブラトルボロにあり、ダマー砦と呼ばれた。現在のバーモント州におけるヨーロッパ人による恒久的開拓の始まりと見なされている。
ダマー砦はインディアンによる襲撃を止めるには効果が薄かった。1724年にグレイ・ロックの襲撃が衰えを見せなかったとき、ダマーはコネチカット総督ガードン・サルトンストールに再度訴え、コネチカット川沿いにあるマサチューセッツの町が放棄された場合には、コネチカットが同じくらい脆弱になると言った。サルトンストールがさらなる援軍を送ったが、この地域のアベナキ族による襲撃は1727年まで続いた。この時までにグレイ・ロックは外部からの支援無しに戦争を続けることに明らかに飽きていた。ニューヨークのオールバニにあったインディアン代理人と、東部アベナキ族指導者から使者が送られたが、インディアン戦士との接触が出来なかった。グレイ・ロックはその後歴史から消えた。

### フロンティア東部の戦争
シュートが出て行ったときに議会と論争になっていたことの1つには、総督の特権であるはずの民兵士官の任命に関することがあった。議会は東部地区すなわちメイン地区の民兵隊指揮官シャドラッチ・ウォルトン大佐の免官を要求した。ダマーはこの問題について議会との議論を続けたが、最終的に折れて、ウォルトンをトマス・ウェストブルックと交代させた。ウェストブルックは1723年2月に、ノリッジウォックに対する2回目の襲撃を率いたが、冬季であり、村は放棄されていた。

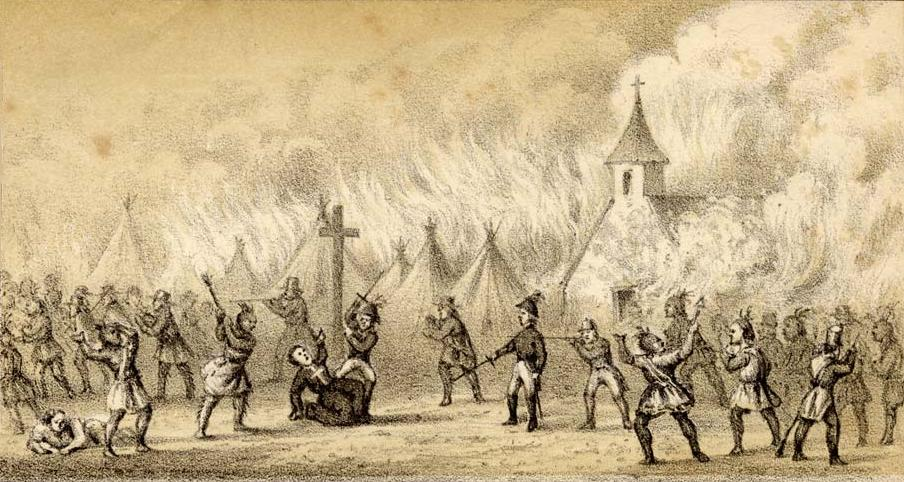
1724年のノリッジウォックの戦いで、セバスチャン・ラル神父が死ぬところ、19世紀のイラスト

フロンティア東部の戦争は、東部アベナキ族が行ったのと同じような襲撃があり、マサチューセッツとニューハンプシャー各植民地の民兵隊による反撃があった。1724年8月に3回目の襲撃でノリッジウォックの村が破壊された後、この戦争は下火になった。この襲撃では影響力を持っていたフランス・イエズス会の宣教師セバスチャン・ラルが殺されていた。ダマーはこの襲撃の後で攻撃的な姿勢を採り、フランスが戦争を唆しているといって糾弾し、その中立を要求した。
1725年初期にボストンで、ペノブスコット族指導者ウィネムエットとソーグアラムとの和平交渉が始まった。ダマーが交渉を指導し、強硬路線を採った。原則として競合のある領土で開拓を止めることを拒否したが、ペノブスコット族がローマ・カトリック教会の聖職者を保持することは認めた。ウィネムエットにはグレイ・ロックやその他アベナキ族の指導者を和平交渉の卓に連れてくるよう圧力を掛けた。この交渉で1725年7月末にはペノブスコット族のみとの予備的な和平となった。ウィネムエットはその後、他の部族に平和を象徴するワンパムのベルトを送り、ワバナキ連邦の広い範囲の中で和平を進めた。フランス人聖職者が書いた条約を訳して見ると、そこに述べられていたことと交渉したこととの間には違いが生じており、ソーグアラムは1726年1月に文書の条約を拒否した。1726年8月にもたれた和平会議では、ペノブスコット族が言語の違いについて論じようとしたが、それでも条約への署名を説得された。ペノブスコット族はその留保条項があったものの、連邦の中に和平を浸透させ、1727年3月にはグレイ・ロックのバンドを除いてすべての部族が条約に合意したと報告した。最終的な和平会議は1727年7月にカスコ湾で開催され、正式に敵対関係を終わらせた。同席者にはダマーの他、ニューハンプシャーの総督代行ジョン・ウェントワース、ノバスコシアの軍指揮官ポール・マスクリーン、またワバナキ連邦の多くの代表がいた。
ダマーが交渉した条約はマサチューセッツと東部部族の間の外交で必要不可欠のものになった。ただし文語と口語の間には多少の食い違いもあった。その後の50年間で結ばれた大きな条約はすべて、その条件を多少修正して表示するものになった。

### その他の政策

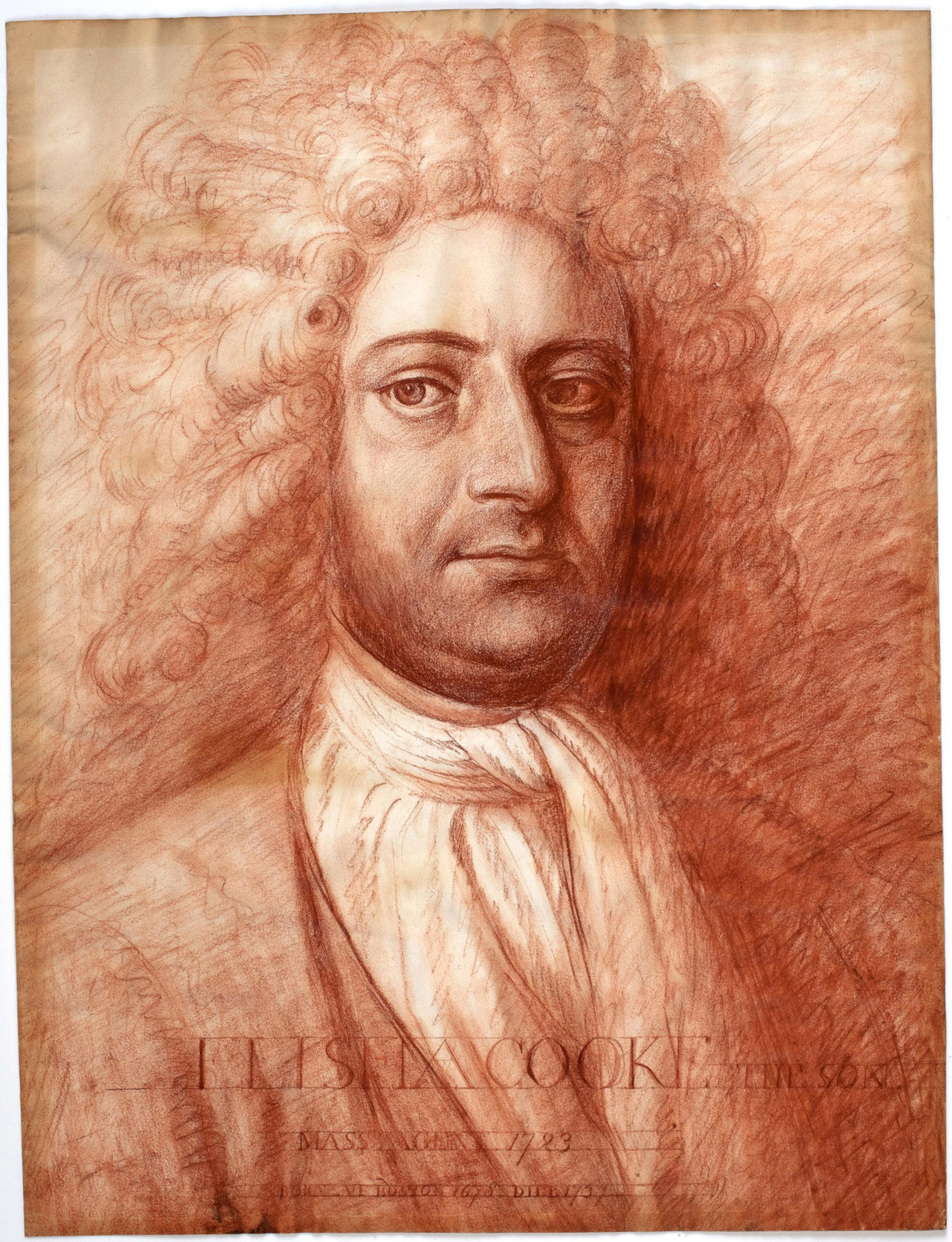
エリシャ・クック・ジュニア

ダマーは植民地議会との対応では概して懐柔的で寛容であり、例えば、シュートに対して反対の先頭に立ったエリシャ・クックを議長に選定した。議会が民兵隊の管理に干渉しようというときも、議会が開かれていないときに遠征隊を組織し、議会が開かれたときに反対者の悪意を躱すようにして操縦した。議会は軍人の給与を払うための予算割り付けを拒み、脱走兵の数を増やすことになった。植民地代理人としてダマーの弟のジェレマイアを解任することで報復もした。ジェレマイアはシュート、ダドリー、ダマーの路線の支持者だと広く認められていた。
シュートがロンドンで苦情を言ったことで、枢密院が植民地のための説明勅許を発行することとなり、その中で枢密院は大きな問題の全てについてシュートの肩を持った。シュートは、国王ジョージ1世が死んだ1727年に、マサチューセッツに戻る準備をしていた。跡を継いだジョージ2世はシュートへの命令を更新せず、総督職をウィリアム・バーネットに渡し、ダマーの副総督としての任務は更新した。
1726年に植民地通貨の問題が再浮上した。ダマーは例外的な状況でのみ発行を認められており、10万ポンドが上限だった。議会は、ダマーが以前に資金を要請していたものである要塞の修繕に割り当てることで、例外に対する必要性を回避することを提案した。提案されていた通貨の発行量は要塞修繕費を越えていたので、ダマーはこれに拒否権を使い、議会を解散させた。議会が1727年に招集されると、ダマーは会期を165日間継続させ、義務とされる通貨回収のために動くよう要求した。議会はダマーの給与支払いを停止すると脅し、ダマーが折れる前に通貨4万ドルを回収した。バーネットが1728年7月に到着して、着任したときは、事態がかなり悪くなっていた。

## 後年
バーネットの短い政権は主に、議会がバーネットに通常の給与を払わなかったことに関する辛辣な闘争で消費された。1729年9月7日、バーネットが急死した後、ダマーが総督代行と総司令官に就任した。ダマーは1730年6月11日までその職にあったが、後任総督に指名されたジョナサン・ベルチャーがその副総督としてウィリアム・テイラーを選んだ。
ダマーは副総督を辞した後、成功した郷士農場経営者として民間人の生活に戻った。植民地議会にも務めたとされているが、これに関する記録はなく、ダマー自身も手紙や文書を残していない。1761年10月10日（84歳の誕生日）に、自宅で死亡し、6日後にボストンのグラナリー埋葬地に埋葬された。

## 遺産

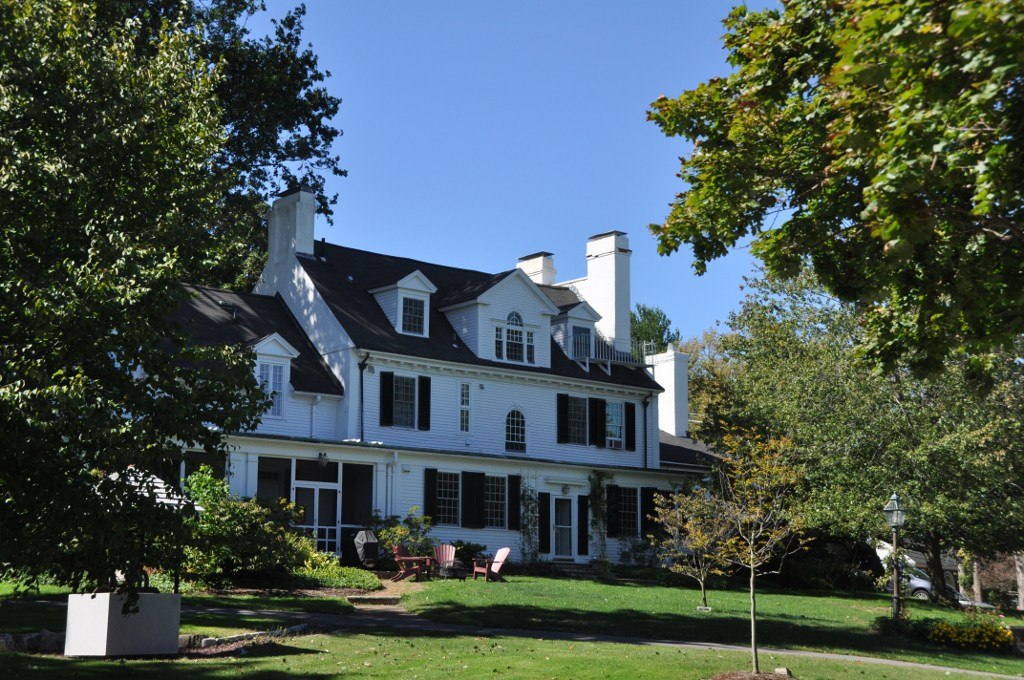
ダマーの家屋、現在はガバナーズ・アカデミーのキャンパスにある

ダマーはその遺言で幾つかの慈善的遺贈を行った。ハーバード大学には200ポンド、書籍購入費に50ポンドが贈られ、教授2人にも部分的に贈られた。最大の贈り物はプレパラトリー・スクール設立のためのニューベリーの土地だった。その学校は先ずダマー・チャリティ・スクールと呼ばれ、1753年2月27日に開校した。近代ではダマー・アカデミーと呼ばれ、さらにガバナー・ダマー・アカデミーとなっていた。2006年7月、ガバナーズ・アカデミーと改称された。ダマーという言葉は「dumber」（間抜け）に通じるものがあり、それを取ることで、スポーツ行事等で野次の対象にされる可能性を排除した。ダマーのジョージア様式邸宅はこの学校のキャンパスで中心的存在として残っており、現在は校長の住宅になっている。
ニューハンプシャー州ダマー町とバーモント州ダマーズトン町は共にこのダマーの栄誉を称えて名付けられた。